# Summer (hop)
Summer is een hopvariëteit, gebruikt voor het brouwen van bier.
Deze hopvariëteit is een “aromahop”, bij het bierbrouwen voornamelijk gebruikt vanwege zijn aromatische eigenschappen. Deze unieke zaadloze hopvariëteit wordt gekweekt en geteeld in Australië.

## Kenmerken
- Alfazuur: 4 – 7%
- Bètazuur: 4,8 – 6,1%
- Eigenschappen: aroma van zoet fruit, citroen, meloen en abrikoos karakter